# Schleifmühlkapelle

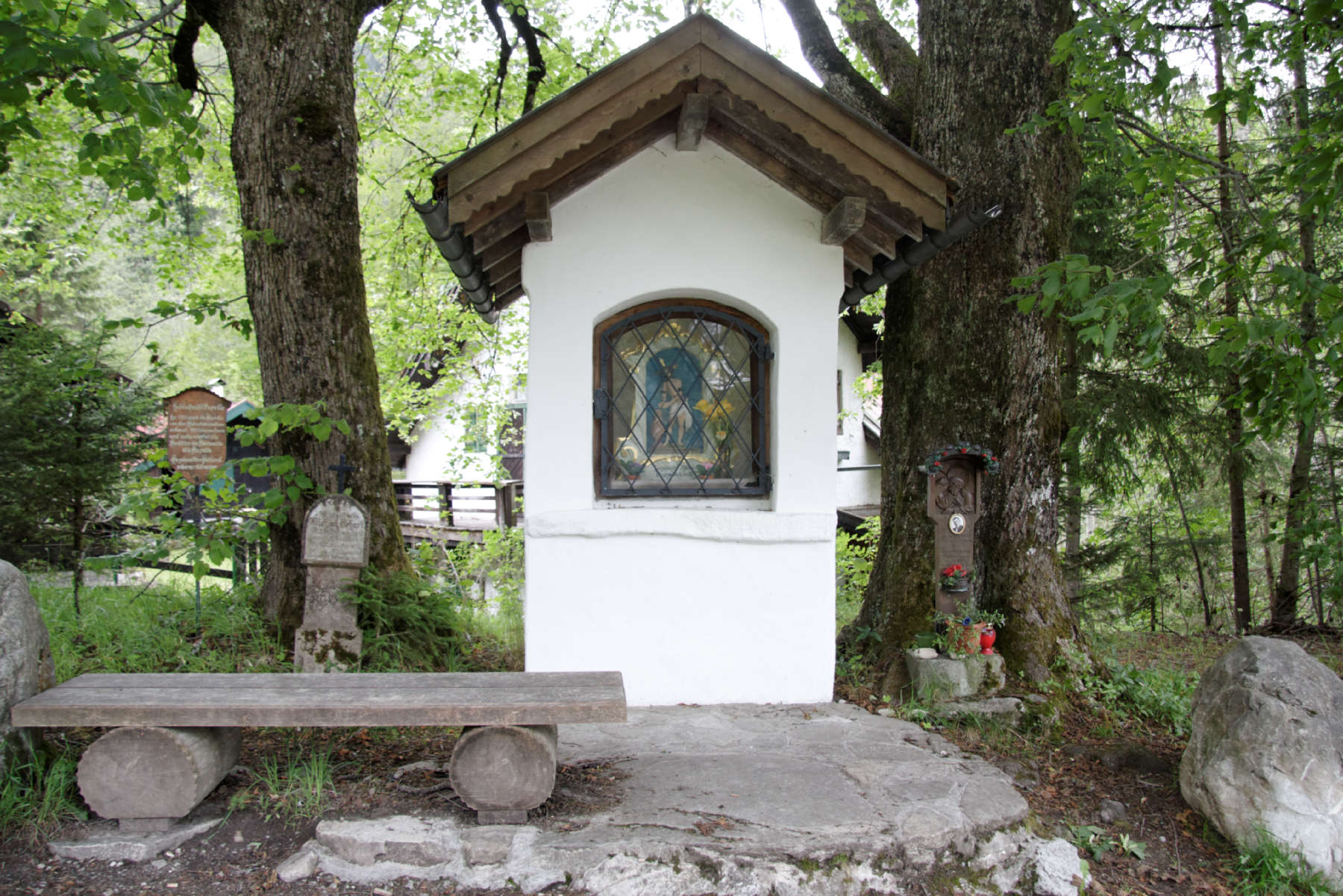
Schleifmühlkapelle

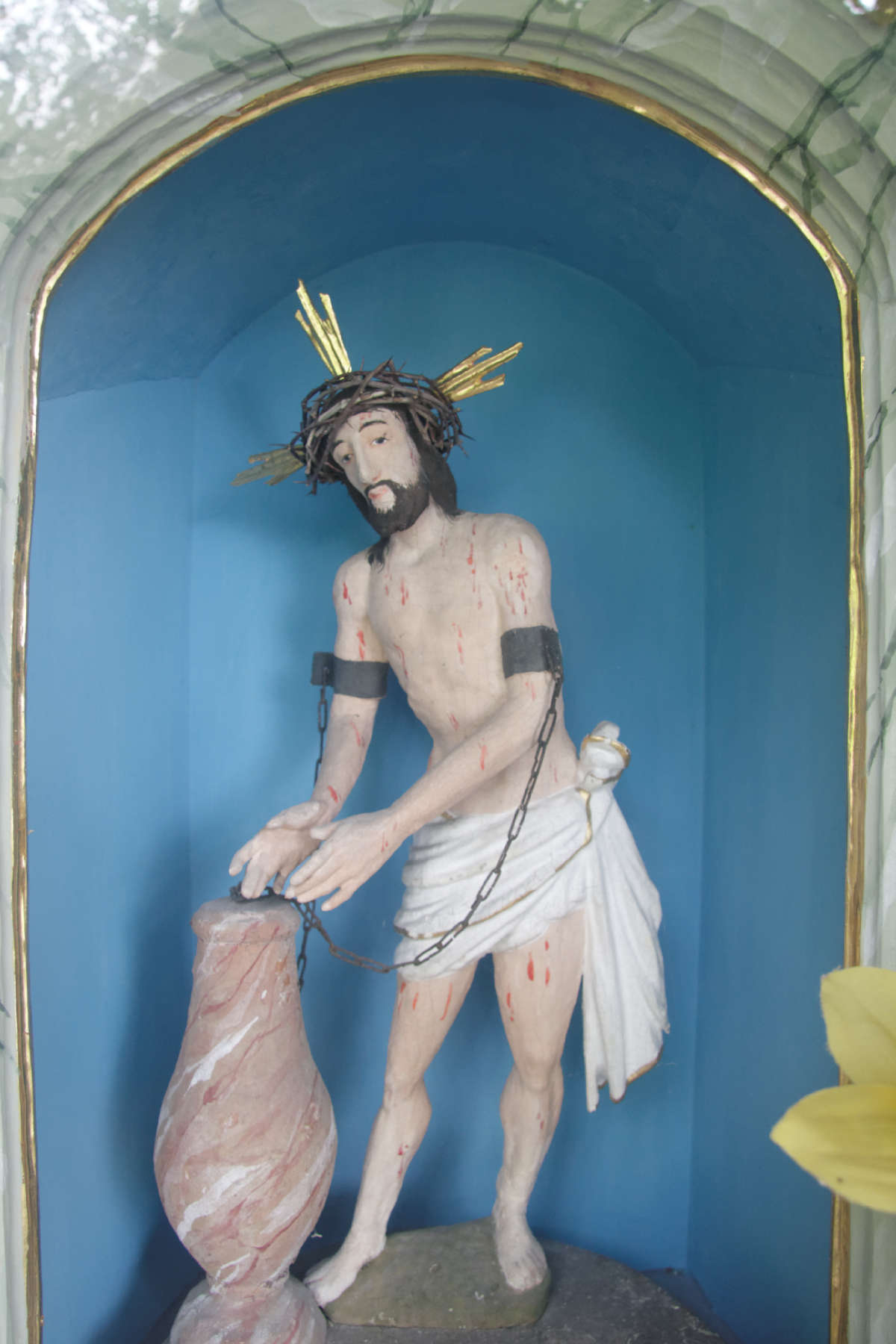
Gegeißelter Heiland im Inneren der Kapella

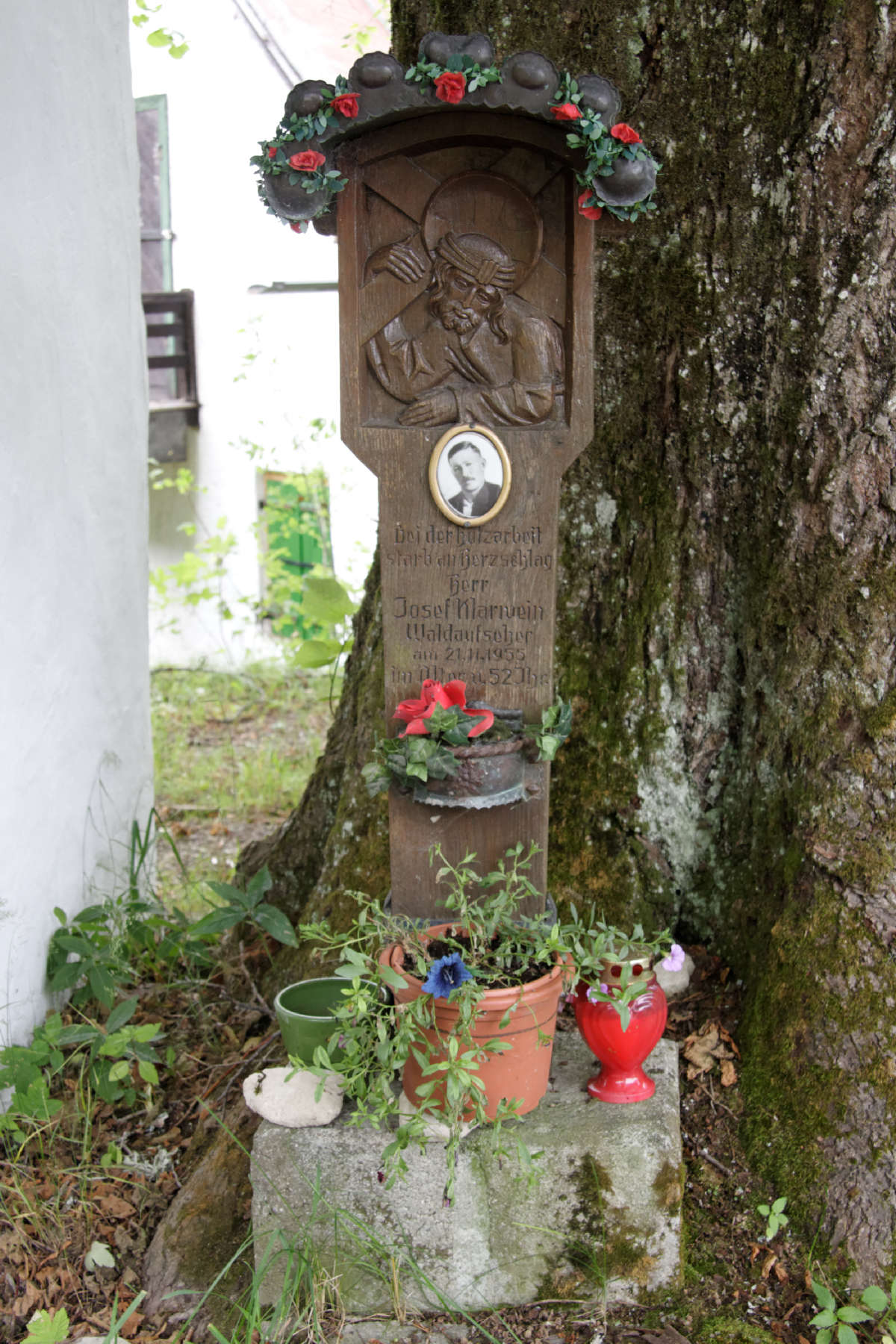
Marterl neben der Kapella

Die Schleifmühlkapelle, oft auch einfach Kapella genannt, ist ein Kapellenbildstock auf dem Gebiet der oberbayerischen Gemeinde Unterammergau. Sie zählt in der Gemeinde als Flurdenkmal und ist als Baudenkmal in die Bayerische Denkmalliste eingetragen.

## Lage
Der Kapellenbildstock steht unter Bäumen an der Westseite der Pürschlingstraße, einer Forststraße, die von Unterammergau aus zum August-Schuster-Haus am Pürschling hinaufführt. Die Schleifmühlkapelle ist eine Station der Unterammergauer Kapellen- und Marterlwege. Hinter der Kapelle fließt die Schleifmühlenlaine nach ihrem Austritt aus der Schleifmühlklamm vorbei. Nördlich der Kapelle liegt der große Wanderparkplatz, der als Ausgangspunkt für Wanderungen auf den Pürschling dient. Vor der Kapelle steht auf einem mit Steinplatten belegten Platz eine Holzbank. Neben der Schleifmühlkapelle stehen einige Marterl, das heißt Gedenksteine und Bildstöcke für bei der Holzarbeit oder im Steinbruch umgekommene Arbeiter.

## Geschichte
Der Kapellenbildstock wurde um 1700 von den Unterammergauer Wetzsteinmachern an der Stelle errichtet, von wo aus sie in die Steinbrüche zogen. 1995 wurde die Kapelle restauriert.

## Beschreibung
Die Schleifmühlkapelle ist ein kleiner Satteldachbau. An der Ostseite zur Straße hin ist ein vergittertes Fenster. Dahinter steht in einem kleinen, barock gestalteten Altaraufsatz eine Nachbildung der Figur des gegeißelten Heilands aus der Wieskirche.